# 51 км (колійний пост, Придніпровська залізниця)
51 кіломе́тр — залізничний колійний пост Криворізької дирекції Придніпровської залізниці на електрифікованій лінії Апостолове — Запоріжжя II між станціями Апостолове (11 км) та Тік (7 км). Розташований поблизу села Запорізьке Криворізького району Дніпропетровської області.

## Пасажирське сполучення
Через колійний пост 51 км прямують приміські електропоїзди Криворізького та Нікопольського напрямків, проте не зупиняються.